# 졸린 블랠록
졸린 블레일록(영어: Jolene Blalock, 1975년 3월 5일 ~ )은 미국의 배우이다.

## 출연 작품
- S테이프 (2014)
- 시너스 앤 세인츠 (2010)
- 온 카인 데이 (2010)
- 스타쉽 트루퍼스 3 (2008)
- 쉐도우 퍼핏 (2007)
- 슬로우 번 (2005)
- 지미 키멜 라이브! (2003)
- 스타 트렉: 엔터프라이즈 (2001)
- 디 아더 사이드 (2001)
- 퍼펙트 워리어 (2000)
- 더 레이트 레이트 쇼 위드 크레이그 킬본 (1999)